# Ardilla Loca
Screwy Squirrel (anteriormente Screwball Squirrel, conocida en español como Ardilla Haragana, Ardilla Loca o Ardilla Loquilla) es una ardilla antropomórfica de dibujos animados creada por Tex Avery para la Metro-Goldwyn-Mayer. Generalmente se le considera el personaje más loco y rotundamente el más antagonista de los personajes de caricaturas animadas chifladas de la década de 1940.
Entre los personajes de dibujos animados más extravagantes jamás creados, la Ardilla Loca (voz de Wally Maher) puede hacer casi cualquier cosa contra cualquier personaje: como sacar objetos de la nada, duplicarse a sí misma, y romper constantemente la cuarta pared, emitiendo su característica risa cacareante a todas horas. El personaje no fue tan exitoso como lo fue Happy Hound de Avery (más tarde conocido como Droopy) en su momento, y la ardilla fue eliminada después de aparecer solo en cinco caricaturas entre 1944 y 1946.
El personaje se caracterizó por ser descarado e impredecible, y se considera irritante, más que divertido, con pocas cualidades amables tales como la nobleza de Bugs Bunny, o los disparates del Pato Lucas. La mayoría de sus historias giran en torno a la ardilla y cómo le hace la vida imposible a sus enemigos (normalmente al perro Meathead, interpretado por Dick Nelson).

## Apariciones
La Ardilla Loca apareció por primera vez en el corto Screwball Squirrel estrenado en abril de 1944, posteriormente apareció otra vez en el corto Happy-Go-Nutty emitido en junio y en el corto Big Heel-Watha emitido en octubre. En 1945 protagonizó el corto The Screwy Truant y en 1946 apareció por última vez en el corto Lonesome Lenny (una parodia de la novela De ratones y hombres de John Steinbeck) donde la Ardilla Loca muere aplastada por el solitario Lenny, un enorme perro que quería atraparla para convertirla en su amiga, en la escena final Lenny comenta: “Sabes, tuve un amiguito una vez, pero ya no se mueve” y saca a la ardilla maltrecha de su bolsillo, luego la ardilla aparentemente “muerta” sostiene un letrero que dice “Final triste, ¿no?”. Se considera que pese a su carisma, no logró vencer en popularidad a sus competidores directos de la televisión del momento: Bugs Bunny, el Pato Lucas, el Pato Donald y el Pájaro Carpintero. La Ardilla Loca se hundió en el anonimato y Tex Avery no la volvió a usar.
Hanna-Barbera Cartoons resucitó al personaje de la Ardilla Loca para la caricatura Droopy, Master Detective, que se emitía los sábados por la mañana en Estados Unidos por Fox Kids durante los años 1993 y 1994. Los capítulos originales de Tex Avery se han visto con frecuencia en los canales de Turner Broadcasting System como Cartoon Network y Boomerang (Turner, ahora una subsidiaria de Time-Warner, es propietaria de los derechos de la Ardilla Loca desde que su fundador Ted Turner compró la videoteca de películas de MGM/UA en 1986).
En 1993, la Ardilla Loca fue utilizada como una plantilla para la Ardilla Slappy de Animaniacs, como una versión femenina del personaje original, que había envejecido 50 años, y se había convertido en un personaje mezquino y malhumorado. En ese momento Time-Warner aún no había absorbido a Turner, y por tanto no era dueño de los derecho de autor del personaje. La Ardilla Loca también fue utilizada como el modelo para el efímero personaje de O'Possum Sledgehammer, creado por el animador Patrick A. Ventura para la serie antológica What a Cartoon! de Cartoon Network, producida por la propia Hanna-Barbera Cartoons de Turner en la década de 1990.
En el Día de los Inocentes de 1997, Cartoon Network emitió una versión editada del corto Happy-Go-Nutty (con una escena cortada porque la ardilla hacía un chiste recurriendo al blackface) de forma continua durante las 6:00 y las 18:00 en la que hacía creer al espectador que un personaje de dibujos animados se había apoderado del canal.
A partir de 2005, la Ardilla Loca aparece como uno de los personajes del canal de televisión Boomerang. Tanto él como su némesis, el perro Meathead, hacen un cameo en la película de 1988 ¿Quién engañó a Roger Rabbit?. La Ardilla Loca aparece en un cuadro colgado en la habitación de Lena Hyena, mientras a Meathead se le ve husmeando en el R.K. Maroon's Cartoon Studio al principio de la película. La Ardilla Loca también es mencionada burlonamente como uno de los clientes del bar de Eddie Valiant por Angelo quien pregunta: "¿Quién es tu cliente, señor detective de las estrellas? ¿Chilly Willy, o la 'Ardilla Loca'?".

## Cortos protagonizados por la Ardilla Loca
| N.º | Título (en inglés) | Título (Hispanoamérica)   | Fecha de estreno      |
| --- | ------------------ | ------------------------- | --------------------- |
| 1   | Screwball Squirrel | La Ardilla traviesa       | 1 de abril de 1944    |
| 2   | Happy-Go-Nutty     | Feliz sabor a nuez        | 24 de junio de 1944   |
| 3   | Big Heel-Watha     | El gran Heel-Watha        | 21 de octubre de 1944 |
| 4   | The Screwy Truant  | No quiero ir a la escuela | 13 de enero de 1945   |
| 5   | Lonesome Lenny     | El solitario Lenny        | 9 de marzo de 1946    |

## Cómics
- Tom and Jerry's Winter Fun (1954 - Dell Comics)
- Wolf & Red (1995 - Dark Horse Comics)
- Droopy (1995 - Dark Horse Comics)
- Comics and Stories (1996 - Dark Horse Comics)

## Lanzamientos en video para el hogar

### DVD
Varios de los cortos animados de Screwy Squirrel se incluyeron como material adicional en películas clásicas de Warner Bros:
- El corto Screwball Squirrel se incluye en el DVD de la película The Thin Man Goes Home.
- El corto Happy-Go-Nutty se incluye en el DVD de la película Dragon Seed.
- El corto The Screwy Truant se incluye en el DVD de la película The Clock.
- El corto Lonesome Lenny se incluye en el DVD de la película Undercurrent.

### Blu-Ray
El 18 de febrero de 2020 Warner Archive lanzó los cortos Screwball Squirrel, The Screwy Traunt, Big Heel-Watha y Lonesome Lenny completamente restaurados y sin cortes como parte del Blu-Ray titulado Screwball Classics: Volume 1.